# Grand Regency Hotel

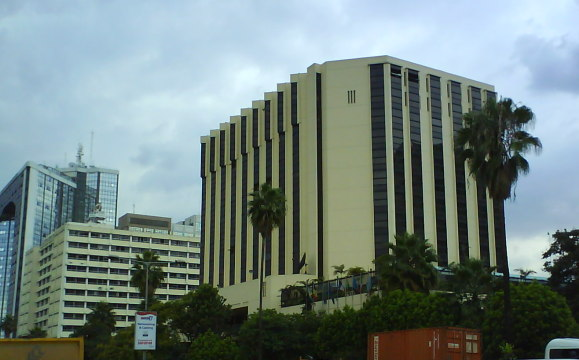
Grand Regency Hotel. Foto: Rotsee.

Grand Regency Hotel är ett hotell i Nairobi, Kenya, som blivit känt för sin inblandning i två stora skandaler. Hotellet byggdes 1994 av affärsmannen Kamlesh Pattni. Det döptes 2008 om till Laico Regency Hotel efter ett ägarbyte.

## Grand Regency Saga
I juni 2008 avslöjade ministern James Orengo att en grupp politiker och tjänstemän under finansminister Amos Kimunya i hemlighet avtalat om att sälja hotellet, som varit i centralbankens ägo sedan 2002, till ett okänt libyskt bolag, Libya Arab African Investment Company. Kimunya tvingades avgå, men förnekade att han gjort något fel. Skandalen bestod i flera oklarheter kring försäljningen. För det första genomfördes den under stort hemlighetsmakeri, och det var oklart vilka ministrar som känt till den. Affären upphandlades aldrig offentligt. För det andra såldes hotellet till ett, enligt kritikerna, mycket kraftigt underpris och till villkor så dåliga att de måste ha inneburit att någon kunnat sko sig kraftigt privat på affären. (Uppgifterna om köpesumman varierade först kraftigt, men priset uppgavs till sist ha varit 2,9 miljarder kenyanska shilling. Hotellet hade några år tidigare värderats till 7 miljarder.) För det tredje såldes hotellet till okända ägare, vars kopplingar till den libyska respektive kenyanska staten var oklara.
Amos Kimunya fick ta den värsta smällen av försäljningen, men han hävdade att många andra, inklusive president Mwai Kibaki, känt till den långt i förväg. Han hävdade också att de värderingar som gjorts av hotellet inkluderade verksamheten där, medan försäljningen endast omfattade marken och byggnaderna. I medierna kallades affären för The Grand Regency Saga.

## Goldenbergskandalen
Själva anledningen till att centralbanken staten ägde hotellet står att finna i en tidigare inrikespolitisk affär, den så kallade Goldenbergskandalen, en korruptionshärva på 1990-talet med höga politiker inblandade, då stora mängder guld smugglades ut från Kenya. En av huvudmännen i Goldenbergskandalen, Kamlesh Pattni byggde Grand Regency, av allt att döma med pengar från guldaffärerna. Pattni förhandlade 2002 till sig straffrihet i utbyte mot sitt hotell. Hotellet gick då till centralbanken, eftersom de ägt mark hotellet stod på tidigare, innan Pattni kom över den på något aldrig helt klarlagt sätt.